# 川井一仁
川井 一仁（かわい かずひと、1960年12月23日 - ）は、モータースポーツジャーナリスト。埼玉県加須市出身。ボストン大学中退。血液型はB型。
愛称は「川井ちゃん」、F1パドックでの日本人以外からは「カズ」。

## プロフィール
高校受験に失敗し、父親の勧めで1年間オーストラリアに交換留学し、現地でレース観戦をしたことがきっかけで、モータースポーツ関係の仕事を志す。交換留学期間終了後はハワイの高校を経てボストン大学に入学、航空力学を専攻するが、在学中に肝炎を患って休学して帰国し、1年間の闘病生活を送る。回復後レース雑誌の広告を見て、モータースポーツカメラマンの間瀬明の事務所に就職し、本格的にF1の現場で働き始める（大学は中退）。
1987年、フジテレビのF1テレビ中継開始に伴い、中継スタッフとして参加。1988年のモナコGPからピットレポーターとして画面に登場するようになる（発案者は森脇基恭）。当初は永田康和ら他のピットレポーターと交代での出演だったが、1990年よりシリーズ全戦でピットレポーターとして出演するようになり、以後解説の今宮純と共にF1のテレビ中継には欠かせない存在となる。高く特徴的な声は、タモリがモノマネするなどお茶の間にも広く知られた。2003年からは今宮と共にCS放送・フジテレビ721（現・フジテレビTWO、2009年4月より中継はフジテレビNEXT）でのF1中継の解説を務めており、地上波の中継に登場する機会は減少している。
各チームのタイヤ選択等に関する情報収集能力があり、過去のF1中継においては、エンジン音を聞いただけでエンジンメーカーや故障箇所を言い当てたり、全チームのタイヤの番号をチェックして決勝の戦略を読み当てたりしたことも少なくない。ミハエル・シューマッハの現役時代、毎GPの個別取材を許可されていた。海外のプレスがレース戦略の予想を聞きにくることも多く、レッドブルが毎レース毎に発行するF1情報紙「The RED BULLETIN」の2008年カナダグランプリ号（土曜日版）では、川井にまつわる様々な数字を紹介するページが設けられた。
またテレビ出演の一方で国内外のレース雑誌にも寄稿しており、連載も多数。中でも『GRAND PRIX SPECIAL』（ソニー・マガジンズ、2015年休刊）では同氏を題材とした4コマ漫画「ピットレポーター川井ちゃん」が休刊になるまで連載されていた。「ピットレポーター川井ちゃん」の中では、ロス・ブラウンなどF1チームの関係者からタイヤ交換・燃料補給のためのピットインタイミングに関する意見を求められる様子や、F1中継を行う海外のテレビ局の関係者に各チームのタイヤ選択に関する情報を提供する様子がしばしば描かれている。
さらには1997年に鈴鹿サーキットでNASCARウィンストンカップが開催された際にはスポット参戦した土屋圭市にチーム監督として協力し、アメリカ人スタッフとの通訳やピットからの無線交信などを務めた。
フジテレビNEXTのF1中継以外では「F1GPニュース」のキャスターも務めている。F1中継では、辻褄の合わないことを何度も発言する場面も見られるため、「F1GPニュース」の公開放送の際、視聴者からの質疑応答で「川井さんの解説は分かりにくい」と指摘されたことがあり、本人も「熱くなると何言ってんのか自分でも分からない」と言う。1995年のサンマリノGPでは、放送席で喋りすぎたため、解説の途中でCMに入る編集になった。
2018年にはF1パドック殿堂の第1回表彰者に日本人として唯一選ばれた。また2020年に今宮純が急逝してからは、フジテレビのF1中継における中心人物となっており、グランプリウィークの放送には必ず出演している。

## プライベート
1994年にモナコGPのTV中継にゲスト出演した女優の鈴木保奈美と知り合い、日本GP後に本格的に交際を始め、1995年1月1日に結婚。結婚のきっかけについて「互いにアイルトン・セナの死でショックを受けて意気投合できた」と書かれることが多いが、川井本人は「モナコで口説いたというのは嘘」とそれを否定している。取材旅行の多い川井と多忙な人気女優とは日常生活で接点が少ないと思われるものの、「夫婦仲は悪くなかった」との証言も少なくない。1997年11月に離婚した際、自宅に取材に訪れたワイドショーのレポーターに、「プライベートだろ。そんなことも分からない奴は記者なんて辞めちまえ」と激昂する姿がテレビに映し出された。2011年12月にモデルの江辺真沙子と再婚。
- 2008年現在、ホンダ・NSX、フェラーリ・348tb、ポルシェ・911を所有。
- マニアックなF1グッズコレクターの一面があり、ウィングの破片などゴミのようなものもあれば、歴史的で貴重なものも多い。そのために古舘伊知郎からは「F1オタッキー」とあだ名された。
- F1中継に出演したことがきっかけで、堂本光一と親しい。堂本曰く、寿司を食べに行くときは決まって川井と一緒だという。
- その他にも模型（プラモデルとラジコン）作り、映画、演劇や音楽の鑑賞、エレキギター、アロハシャツの収集など多趣味である。

## 主なテレビ出演歴
- F1グランプリ（フジテレビ/フジテレビ721/フジテレビNEXT）
- F1ポールポジション（フジテレビ）
- F1GPニュース（フジテレビ721/フジテレビNEXT）
- F1川井塾（フジテレビ721/739）

## 主な著書
- 川井ちゃんの「F単」（山海堂）
- F1ワハハ読本1～3（ソニー・マガジンズ）漫画:手塚かつのり（1～2巻は文庫化されている。また、一部加筆されている）
- F1ドライバーってこんなヤツ全集（フットワーク出版）

## その他
- ヘブンリーシンフォニー（セガ、1994年）- F1が題材のレースゲーム。セガとフジテレビのタイアップ作品で、川井が監修した。